# Benjamín Mendelsohn
Benjamin Mendelsohn (n. 23 de abril de 1900 - f. 25 de enero de 1998), fue un criminólogo rumano posteriormente nacionalizado israelí, considerado junto con Hans von Hentig como los padres del estudio de la victimología en el Derecho Penal.